# Mike Schlegel
Michael William "Mike" Schlegel (Bay Shore, Nueva York, 10 de julio de 1963 - Long Island, Nueva York, 1 de abril de 2009) fue un jugador de baloncesto de nacionalidad estadounidense. Jugó nueve temporadas como profesional en clubes de diversos países de Europa y Sudamérica.

## Trayectoria profesional
Asistió a la Universidad de la Mancomunidad de Virginia, donde jugó cuatro temporadas para los Rams, el equipo de baloncesto de la institución que competía en los torneos de la Sun Belt Conference de la División I de la NCAA. Al culminar su carrera universitaria, se presentó al Draft de la NBA de 1985, donde fue elegido en la quinta ronda por los New York Knicks. Sin embargo no tuvo lugar en la franquicia de la NBA, motivo por el cual decidió jugar profesionalmente fuera de su país. 
Su primer destino fue Suiza, donde jugó una temporada para el FV Lugano.
Posteriormente desembarcó en la Argentina, uniéndose a Ferro Carril Oeste de la Liga Nacional de Básquet. Su equipo realizó una campaña brillante, por lo que consiguió el título de la temporada 1986. Schlegel hizo una exitosa dupla con su compatriota Carl Amos, pero, mientras Amos optó por quedarse en la Argentina y desarrollar su carrera profesional allí, Schlegel buscó un nuevo destino.
De esa forma arribó a España en febrero de 1987, fichado por el Tradehí Oviedo, equipo que, a la sazón, militaba en la Primera B. En la temporada siguiente pasó al Clesa Ferrol, club con el que terminaría ascendiendo a la Liga ACB en 1988.
Jugó las siguientes seis temporadas en la máxima categoría del baloncesto profesional español, registrando también un breve paso por el Pau-Orthez de Francia en 1993. Según Eduardo Portela, fue "un jugador muy importante y ayudó al crecimiento de la liga y dejó una huella imborrable en la competición".